# رسول آسایش خورشیدی
رسول آسایش خورشید عضو تیم ملی قایقرانی جوانان ایران در دور نهم  مسابقات قهرمانی آسیا بود.

## نهمین دوره مسابقات قهرمانی آسیا(۱۳۸۱–۲۰۰۲)دریاچه آزادیتهران-ایران
کایاک دونفره ۱۰۰۰متر جوانان- رضا رئیسی و رسول آسایش خورشیدی- مدال نقره
کایاک چهارنفره ۱۰۰۰متر جوانان- رضا رئیسی، رسول آسایش خورشیدی، یاسر هدایتی و مهدی علی خان زاده- مدال طلا
کایاک دونفره ۵۰۰متر جوانان- رضا رئیسی و رسول آسایش خورشیدی- مدال نقره
کایاک چهارنفره ۵۰۰متر جوانان- رضا رئیسی، رسول آسایش خورشیدی، یاسر هدایتی و مهدی علی خان زاده- مدال طلا